# Gäufelden
Gäufelden – miejscowość i gmina w Niemczech, w kraju związkowym Badenia-Wirtembergia, w rejencji Stuttgart, w regionie Stuttgart, w powiecie Böblingen, siedziba związku gmin Oberes Gäu. Leży ok. 20 km na południowy zachód od Böblingen, przy linii kolejowej InterCity Stuttgart–Singen (Hohentwiel).